# Охай
Охай (англ. Ojai) — місто (англ. city) в США, в окрузі Вентура штату Каліфорнія. Населення — 7637 осіб (2020).

## Географія
Охай розташований за координатами 34°26′54″ пн. ш. 119°14′48″ зх. д. / 34.44833° пн. ш. 119.24667° зх. д. (34.448253, -119.246578). За даними Бюро перепису населення США в 2010 році місто мало площу 11,40 км², з яких 11,36 км² — суходіл та 0,04 км² — водойми.

### Клімат
| Клімат : Охай           | Клімат : Охай | Клімат : Охай | Клімат : Охай | Клімат : Охай | Клімат : Охай | Клімат : Охай | Клімат : Охай | Клімат : Охай | Клімат : Охай | Клімат : Охай | Клімат : Охай | Клімат : Охай | Клімат : Охай |
| Показник                | Січ.          | Лют.          | Бер.          | Квіт.         | Трав.         | Черв.         | Лип.          | Серп.         | Вер.          | Жовт.         | Лист.         | Груд.         | Рік           |
| Абсолютний максимум, °C | 32,8          | 33,3          | 36,7          | 40,0          | 40,6          | 48,3          | 47,2          | 46,1          | 45,6          | 42,2          | 37,8          | 34,4          | 48,3          |
| Середній максимум, °C   | 20,1          | 20,7          | 21,2          | 23,9          | 25,3          | 28,6          | 31,6          | 32,3          | 30,7          | 27,7          | 23,5          | 20,7          | 25,5          |
| Середній мінімум, °C    | 2,7           | 4,2           | 5,4           | 6,7           | 9,1           | 11,3          | 13,2          | 13,3          | 12,0          | 8,5           | 4,4           | 2,1           | 7,7           |
| Абсолютний мінімум, °C  | −10,6         | −5,6          | −3,9          | −2,8          | −0,6          | 1,1           | 4,4           | 3,9           | 2,8           | −2,8          | −5            | −8,9          | −10,6         |
| Днів з дощем            | 6,4           | 6,2           | 6,8           | 2,9           | 1,6           | 0,6           | 0,3           | 0,3           | 1,2           | 2,0           | 3,2           | 4,3           | 35,8          |
| ----------------------- | ------------- | ------------- | ------------- | ------------- | ------------- | ------------- | ------------- | ------------- | ------------- | ------------- | ------------- | ------------- | ------------- |
| Джерело:                |               |               |               |               |               |               |               |               |               |               |               |               |               |

## Демографія
Згідно з переписом 2010 року, у місті мешкала 7461 особа в 3111 домогосподарстві у складі 1890 родин. Густота населення становила 655 осіб/км².  Було 3382 помешкання (297/км²).
Расовий склад населення:
| - 87,9 % — білих - 2,1 % — азіатів - 0,6 % — корінних американців - 0,6 % — чорних або афроамериканців - 5,9 % — осіб інших рас |

До двох чи більше рас належало 2,9 %. Частка іспаномовних становила 17,9 % від усіх жителів.
За віковим діапазоном населення розподілялося таким чином: 20,4 % — особи молодші 18 років, 60,4 % — особи у віці 18—64 років, 19,2 % — особи у віці 65 років та старші. Медіана віку мешканця становила 47,1 року. На 100 осіб жіночої статі у місті припадало 84,9 чоловіків;  на 100 жінок у віці від 18 років та старших — 79,9 чоловіків також старших 18 років.
Середній дохід на одне домашнє господарство  становив 89 043 долари США (медіана — 61 192), а середній дохід на одну сім'ю — 114 921 долар (медіана — 86 960). Медіана доходів становила 61 032 долари для чоловіків та 46 310 доларів для жінок. За межею бідності перебувало 12,8 % осіб, у тому числі 16,3 % дітей у віці до 18 років та 7,7 % осіб у віці 65 років та старших.
Цивільне працевлаштоване населення становило 3164 особи. Основні галузі зайнятості: освіта, охорона здоров'я та соціальна допомога — 26,2 %, мистецтво, розваги та відпочинок — 13,0 %, науковці, спеціалісти, менеджери — 12,4 %.